# Мелані Оліварес
Мелані Оліварес (ісп. Melani Olivares Mora; 18 лютого, 1973, Барселона, Іспанія) — іспанська акторка театру і кіно.

## Біографія
Мелані Оліварес народилася 18 лютого 1973 року у Барселоні. Вивчала акторську майстерність у школі Крістіни Роти. Оліварес працює на телебаченні та бере участь у кінематографічних проектах.

## Особисте життя
У березні 2021 року заявила про власну бісексуальність та поліаморність.

## Вибіркова фільмографія
- Діри в небі (2004)
- Не падай (2001)